# Krzysztof Rymszewicz
 (juin 2015).
Krzysztof Rymszewicz (Varsovie, 9 février 1987) est un acteur et chanteur polonais. 
Il étudia le chant et débuta avec la comédie musicale Romeo i Julia. Il a eu une fille en 2008 avec Monika Ambroziak.

## Discographie
- Romeo i Julia

### Singles
- Twych Oczu Blask
- Świetlista Noc
- Przebacz Mi